# Tram van Łódź
De eerste elektrische tram in Łódź reed op 23 december 1898.
Łódź was de eerste stad in de Russisch-Poolse zone die een elektrische tram kreeg. In het begin waren er twee korte lijnen in de binnenstad. In 1901 werden de eerste interlokale tramlijnen in gebruik genomen. De eerste bereikte Pabianice en de tweede Zgierz. Deze beide tramlijnen werden door kapitaalkrachtige ondernemers aangelegd om arbeiders van de stad naar hun fabrieken te kunnen vervoeren. Het particulier initiatief werd door industriëlen van Duitse afkomst gedomineerd. Tussen 1910 en 1931 ontstonden meer interlokale tramlijnen rond Łódź zodat sprake was van het grootste Poolse tramnet van die aard. Na de Tweede Wereldoorlog werden de stads- en de interlokale tramlijnen genationaliseerd en werd de Miejskie Przedsiębiorstwo Komunikacyjne – Łódź (MPK – ‘Gemeentelijk Vervoerbedrijf’) opgericht. De grote naoorlogse nieuwbouwwijken werden alle op het tramnet aangesloten. Het trambedrijf bleef als zodanig tot eind 1976 intact toen de lijn naar Tuszyn werd opgeheven. Op de helft van de jaren 1990 werd ook de tramlijn naar Aleksandrow opgeheven.
Op dit moment (2012) heeft Łódź 16 stadstramlijnen en 4 interlokale waarvan lijn 46 naar Ozorków met een lengte van 37 kilometer de langste Poolse tramlijn is. De tramlijnen in Łódź rijden op smalspoor (1000 mm). Het materieel is zeer gevarieerd: Poolse Konstal trams, tweedehands Duitse Düwag-producten en nieuwe Poolse lagevloertrams.

## Geschiedenis
In 1892 woonden in Łódź al meer dan 300.000 inwoners. De stad was toen reeds sterk geïndustrialiseerd maar er ontbrak een ‘modern’ stadsplan. Er waren geen brede toegangswegen en geen ringwegen. Al het verkeer kwam in de binnenstad samen, vooral op Piotrkowska. In het midden van de jaren 1880 reed korte tijd een paardentram die om hygiënische redenen werd opgeheven. Naar het voorbeeld van de naburige steden Dresden en Leipzig wilde het stadsbestuur een elektrische tram die dag en nacht zou functioneren: overdag voor passagiers en ’s nachts voor goederenvervoer. Toestemming tot de aanleg van een tramnetwerk werd hoogstpersoonlijk door Tsaar Nikolaas II van Rusland aan de industrieel Julius Kunitzer gegund. Ook de technische kant en de stroomvoorziening moesten door Kunitzer worden ontwikkeld en bekostigd. Hij werkte nauw samen met het AEG-concern en de bouw van het netwerk startte in 1897.
De concessie ging eerst uit van 4 lijnen waarvan er op 23 december 1898 twee in dienst kwamen: een van Dzielna (thans Narutowicza) naar Helenów (lijn 1) en de ander liep dezelfde route maar een paar parallelle straten meer naar het oosten (lijn 2). In februari 1899 werden de andere 2 lijnen in dienst gekomen. Łódź had daarmee 10 jaar eerder dan Warschau elektrische trams en was de eerste als zodanig in de Russisch-Poolse zone.
In 1903 had het net 9 lijnen:
- 1: Gorny Rynek – Kościelny plein
- 2: ul. Tramwajowa - Kościelny plein
- 3: Górny Rynek – Cmentarze
- 4: Górny Rynek – Helenów
- 5: ul. Milsza – Helenów
- 6: ul. Milsza - Kościelny plein
- 7: ul. Tramwajowa – Górny Rynek
- 9: Widzew – ul Główną
- 10: Wodny Rynek - Kościelny plein

De west-oostverbinding die over de nieuwe en belangrijke stadsdoorbraak Piotrkowska werd gebouwd, werd de belangrijkste tramverbinding. Net voor het uitbreken van de Eerste Wereldoorlog reden er 12 stadstramlijnen. De exploitatie van de tramlijnen verliep zeer succesvol en de gedane investeringen werden snel terugverdiend. De verkeersdrukte in de nauwe binnenstad nam ook af en gevreesde incidenten en protesten door particuliere koetsexploitanten bleven uit. De Tsaristisch politie hoefde in de eerste jaren slechts op te treden tegen enkele koetsiers die een tram probeerden te laten ontsporen. Het belangrijkste spoorwegstation – Kaliska – kreeg pas eerst in oktober 1913 een tramverbinding met de stad waarbij pas in 1933 het voorplein van het station werd aangedaan. Een keergelegenheid kwam er overigens pas in 1947. In de jaren na de Eerste Wereldoorlog werd het tramnet voortdurend met kleine stappen uitgebreid. 1928 was echter een jaar waarin een recordtotaal van 22 kilometer aan het net werd toegevoegd. In 1929 functioneerden 17 stadslijnen met een raillengte van 46 kilometer; er werden gemiddeld 238.000 passagiers per dag vervoerd. Pas na de Tweede Wereldoorlog werd weer in het tramnet geïnvesteerd.

## Opbouw van het interlokale net

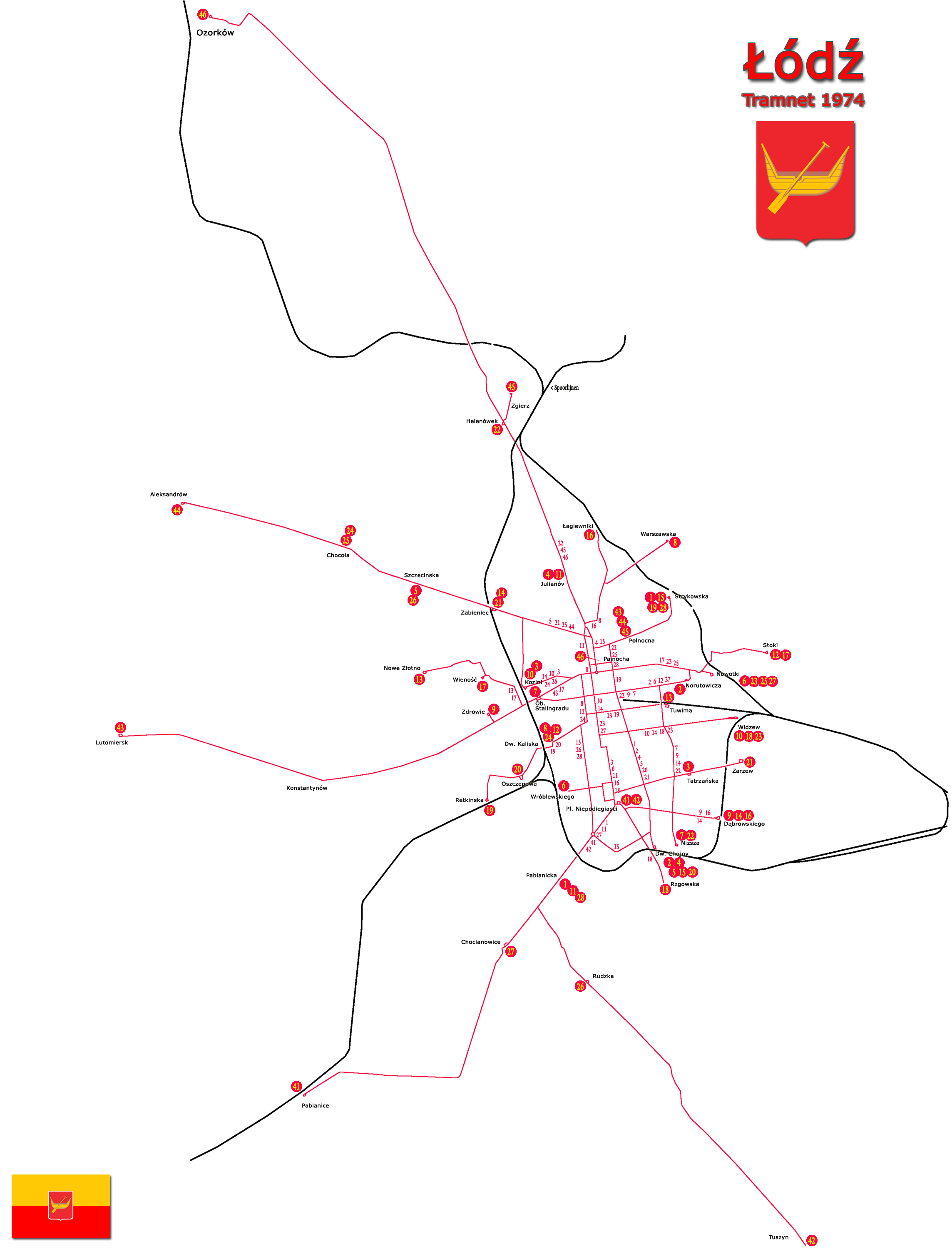
Kaart van het tramnet in 1974.

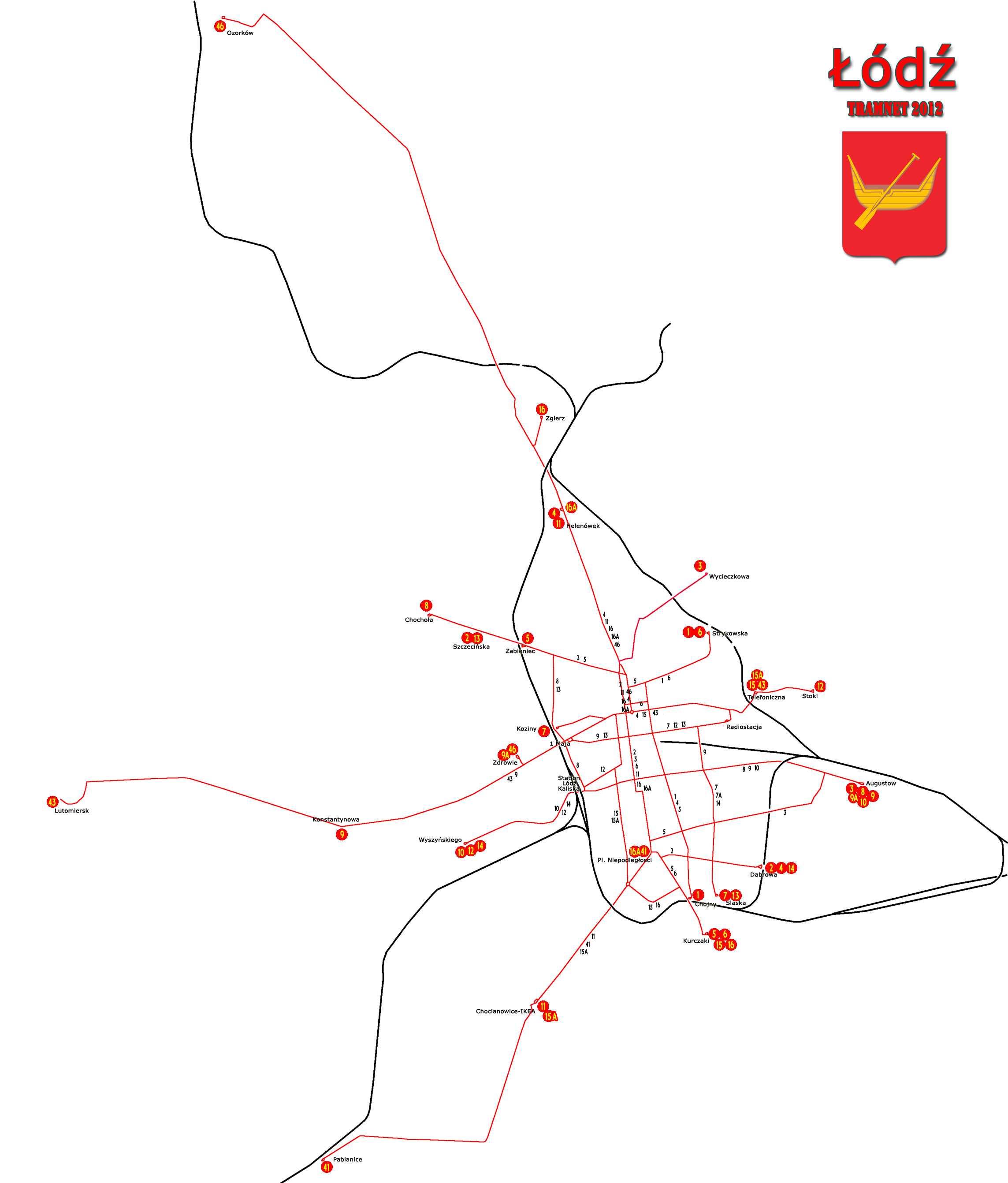
Kaart van het tramnet in 2012.

De industrieën rond Łódź, waarvan de eigenaren het voordeel van tramvervoer voor hun arbeiders én goederen zagen, vroegen om uitbreiding van het net in de richting van hun industrieën die in voorsteden van Łódź waren gevestigd. Ook hier won de kapitaalkrachtige Julius Kunitzer, die tijdens de opstand in Łódź in 1905 door zijn eigen werknemers werd vermoord, de toestemming voor de concessie. De officiële naam van het consortium was: Konsorcjum brzmiała: Łódzko-Zgierskie i Łódzko-Pabianickie Elektryczne Wąskotorowe Koleje Podjazdowe (Łódź – Zgiersk en Łódź – Pabianice Elektrische Smalspoorlijnen). Dit consortium leverde samen met AEG twee interlokale tramlijnen op: lijn 41, met een lengte van 15 km van Łódź naar Pabianicka, geopend op 17 januari 1901 en een lijn met een lengte van 9,5 kilometer, van Łódź naar Zgierz, die twee dagen later geopend werd. Deze lijn kreeg na de Tweede Wereldoorlog het nummer 45.
In 1908 werd dit consortium een vorm van besloten vennootschap onder de naam Towarzystwo Łódzkich Wąskotorowych Elektrycznych Kolei Dojazdowych (ŁWEKD), dat op 14 juli 1908 voor 48 jaar de concessie van de twee lijnen verwierf. 40% van de aandelen van deze BV was in de handen van een andere kapitaalkrachtige grootindustriële familie: Scheibler. Het belangrijkste doel, volgens de statuten, was het uitbouwen van het interlokale tramnet. De derde lijn die in dienst werd gesteld liep van Łódź naar Aleksandrów. Deze werd in twee fases gebouwd omdat de spoorweg naar het zuiden moest worden overgestoken. Op 25 februari 1910 kon de hele route echter feestelijk in gebruik worden genomen. De jaren daarna werden nog meer interlokale tramlijnen geopend. Zij voerden naar Rudy Pabianicka (1910), Konstantymnow (1911), Tuszyn (1916), Kruszowa (1917), Ozorków (1922) en Lutomiersk (1931). Voor de laatste was er wegens gebrek aan elektriciteit eerst een stoomtram. Voor de Eerste Wereldoorlog werden ook tramlijnen gepland naar Brzeziny, Koluszek, Zdúnska Will en Piotrkow Trybunalski maar dit werd wegens een gebrek aan financiële middelen niet doorgezet. Alleen de interlokale tramlijnen naar Tuszyn (1976), Aleksandrow (1991) en Rzgów (1993) werden opgeheven, de andere bestaan heden (2012) nog en zijn geïntegreerd in het stadsnet. Na de Tweede Wereldoorlog werden de stads- en het interlokale vervoerbedrijven genationaliseerd en gefuseerd. Vele buitenwijken werden op het tramnet aangesloten en nieuwe trammaterieel stroomde in. Dit was bijna uitsluitend gebouwd door de Poolse tramfabrikant Konstal en bestond merendeels uit twee-assige trams met één of twee aanhangwagens. Net als zovele overheidsdiensten in het Oostblok was het onderhoud aan het trambedrijf minimaal maar de vervoersprestaties maximaal.

## Jaren 1990 tot heden
In de periode voor de politieke omwentelingen in Polen werden alle nieuwbouwwijken aangesloten op het tramnet; een noodzaak vanwege het bijna totaal ontbreken van particulier autoverkeer. Sinds de jaren 1970 is er een jaarlijkse kleine teruggang in het passagiersvervoer waarvan vooral de interlokale tramlijnen de dupe werden.
Na de val van het IJzeren Gordijn kwam in Łódź een modernisering van het openbaar vervoer op gang. Enkele korte lijnen werden opgeheven en de veelheid aan rechtstreekse tramverbindingen (30) werd teruggebracht tot een rationeler net met 16 tramlijnen. Om het trambedrijf te moderniseren en de dienstuitvoering te versnellen werd het Łódź Regional Tramway-project in het leven geroepen. Dit is een lightrail-project dat bestaat uit het koppelen van de lijnen 11, 41 en 46 tot één lange lightraillijn van Orzoków via Łódź naar Pabianice. Hiervoor werden, waar nodig, de rails en onderbouw vervangen en verstevigd, werd op de eensporige trajecten moderne signalering gebouwd en schafte men 10 lagevloertrams van het type PESA 122N aan. Het project werd echter tot op heden, wegens een tekort aan financiële middelen, alleen voltooid tussen Helenówkiem en Chocianowicami. In 2021 was de heraanleg van lijn 45 naar Zgierz in volle gang. Vernieuwing van het verdere deel, lijn 46 naar Ozorków, leek geen optie meer in de politiek. Lijn 46 rijdt al jaren niet meer, omdat de sporen te slecht zijn. Een ander lightrail-project omvat de verbetering van lijn 10 naar Retkinia-Widzew.

## Materieel
In 2011 had het trambedrijf het volgende passagiersmaterieel:
- Van 448 Konstal vierassige trams type 805Na (Na staat voor smalspoor) uit 1977, omgebouwd tot Konstal type 105Na, zijn er
  - nog 276 originele Konstal 805Na’s in dienst en
  - 124 Konstal 805Na’s die in 2004 zijn omgebouwd tot een moderner type.
- 20 Konstal trams, type 805N-Ml
- 6 Enika trams, gebouwd in 2005
- 15 Bombardier Cityrunners, gebouwd in 2002
- 10 Pesa 122N trams, zesassige lagevloertrams bedoeld voor lightraillijn 11.
- 17 Düwag GTN8(N/ZR) achtassige dubbelgelede trams oorspronkelijk uit Freiburg en Düsseldorf.
- 5 Düwag GT8ZR trams, achtassige dubbelgelede trams oorspronkelijk uit Frankfurt
- 8 Düwag GT6 trams. Zesassige enkelgelede trams oorspronkelijk uit Bielefeld

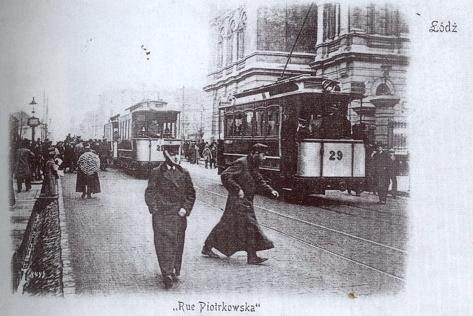
Oude ansichtkaart van een van eerste tramrijtuigen in Łódź, motorwagen van fabrikant Herbrand. Piotrkowska straat.
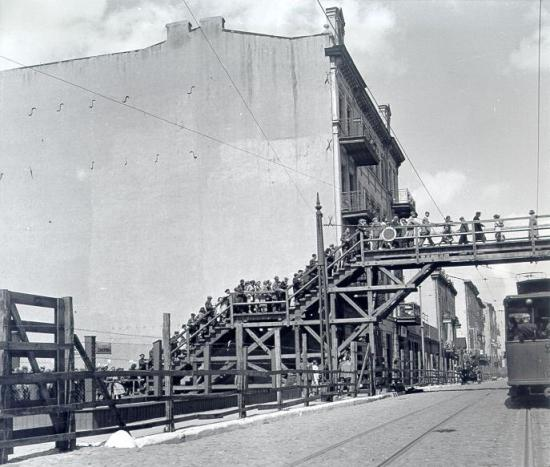
De tram reed ook door het getto van Łódź, thans rijdt hier lijn 3.
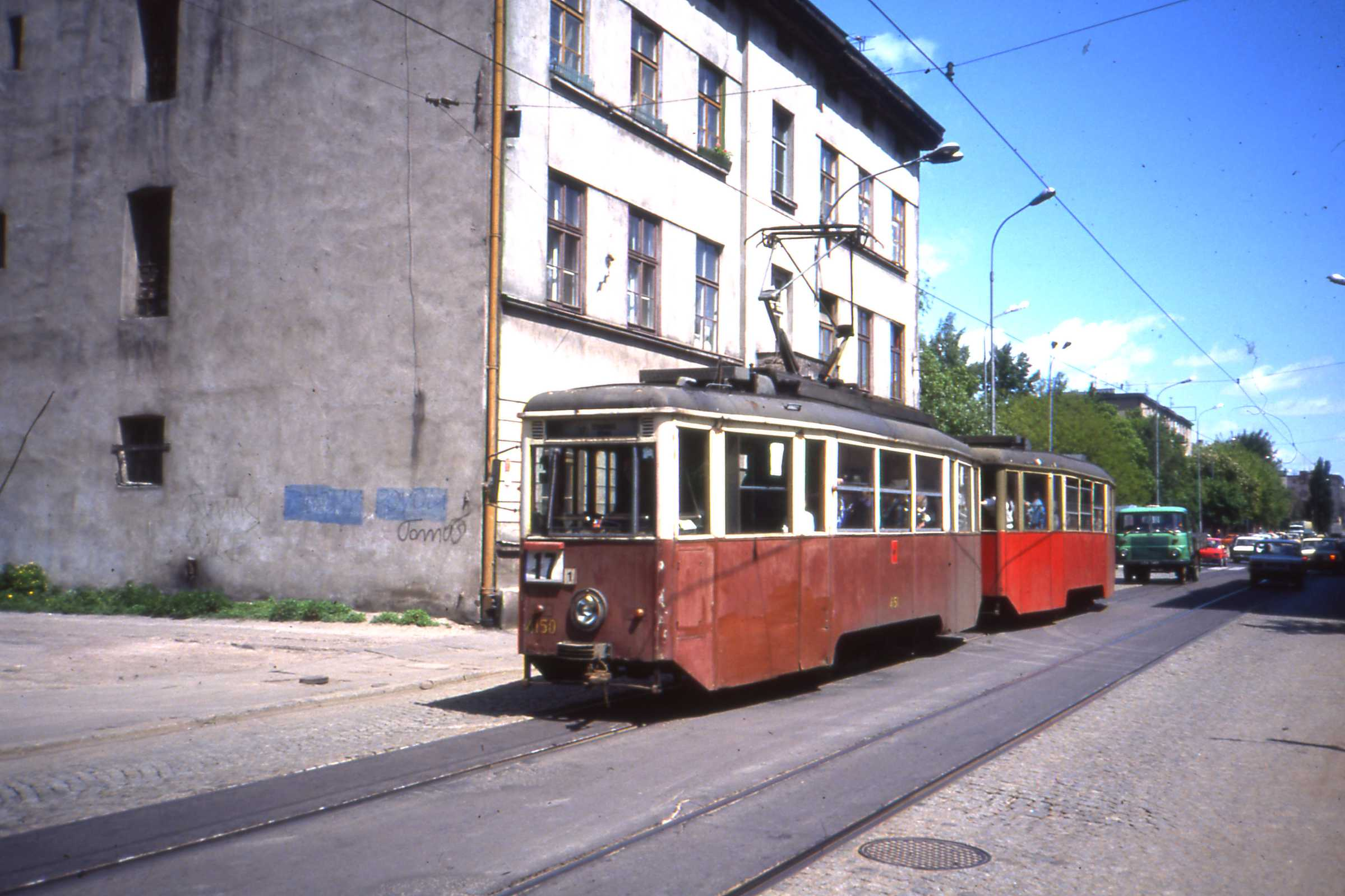
Konstal 5N type tram, het veelgebruikte naoorlogse model in Polen. Lijn 17, mei 1991.
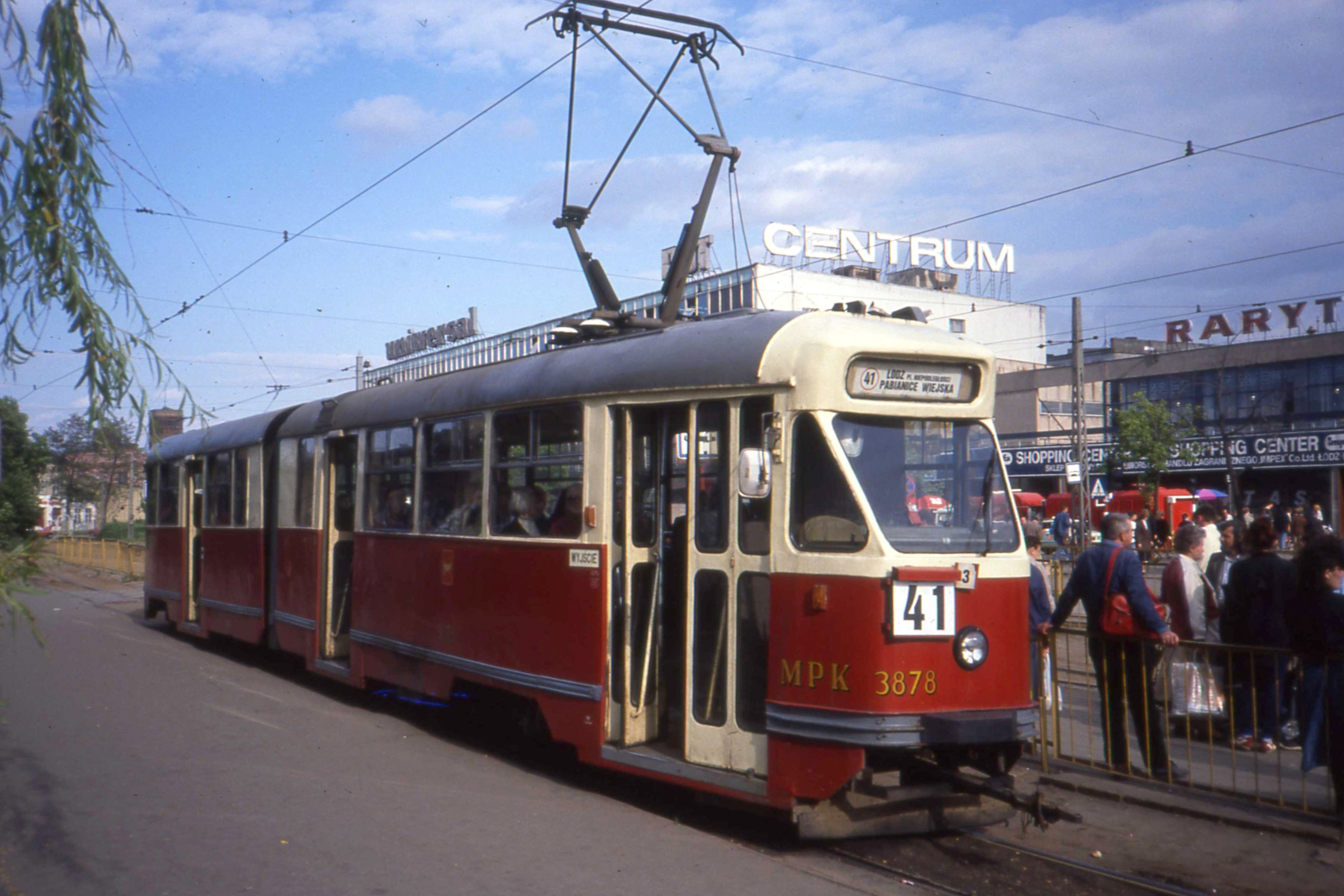
Zesassige Konstal 102Na tram op lijn 41. In dienst gekomen als nr.878 in 1973. Deze serie trams is in 1993 afgevoerd.
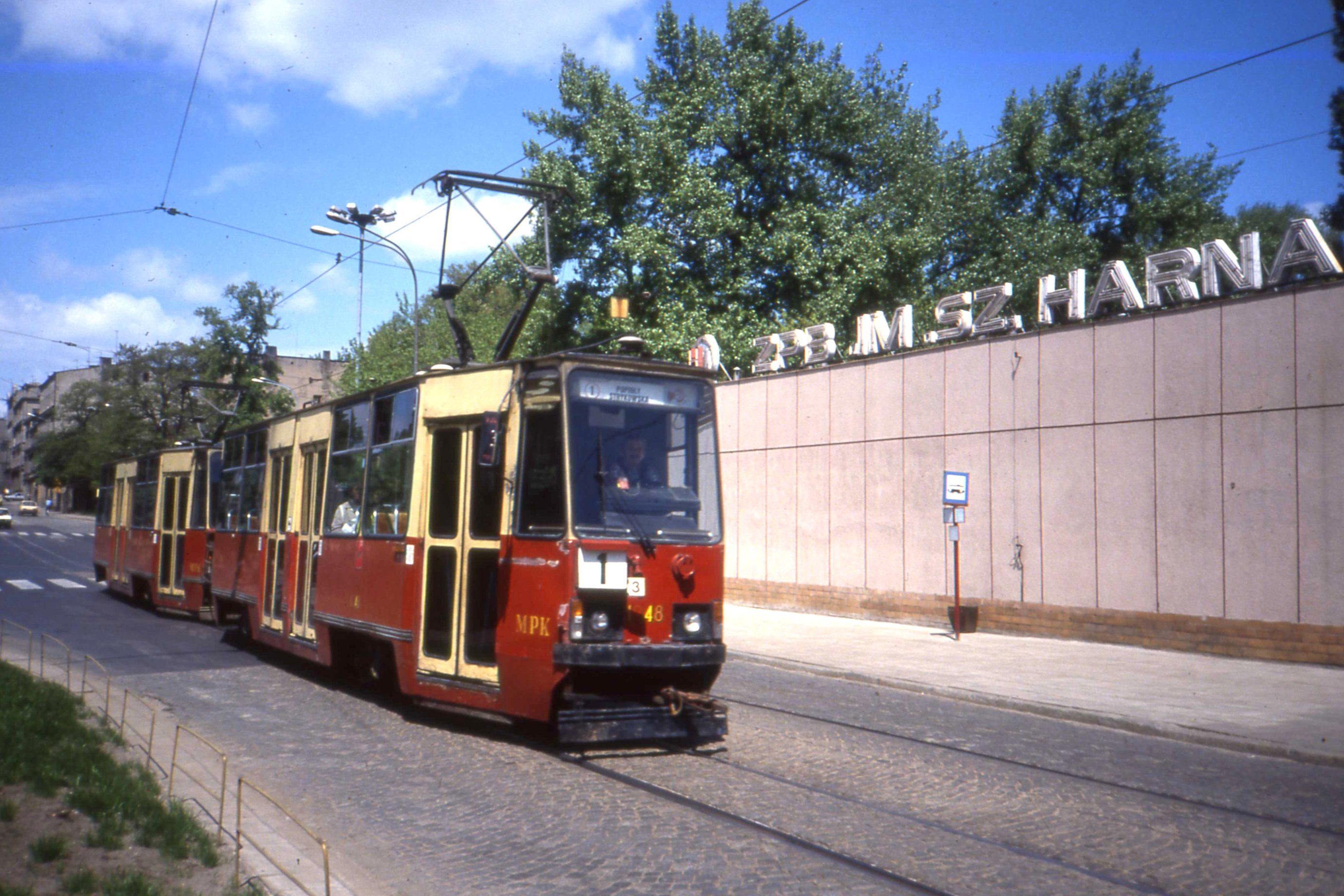
Type Konstal 805Na tram op lijn 1. Nieuw afgeleverd in 1983 zagen de trams er 8 jaar later al zeer verwaarloosd uit.
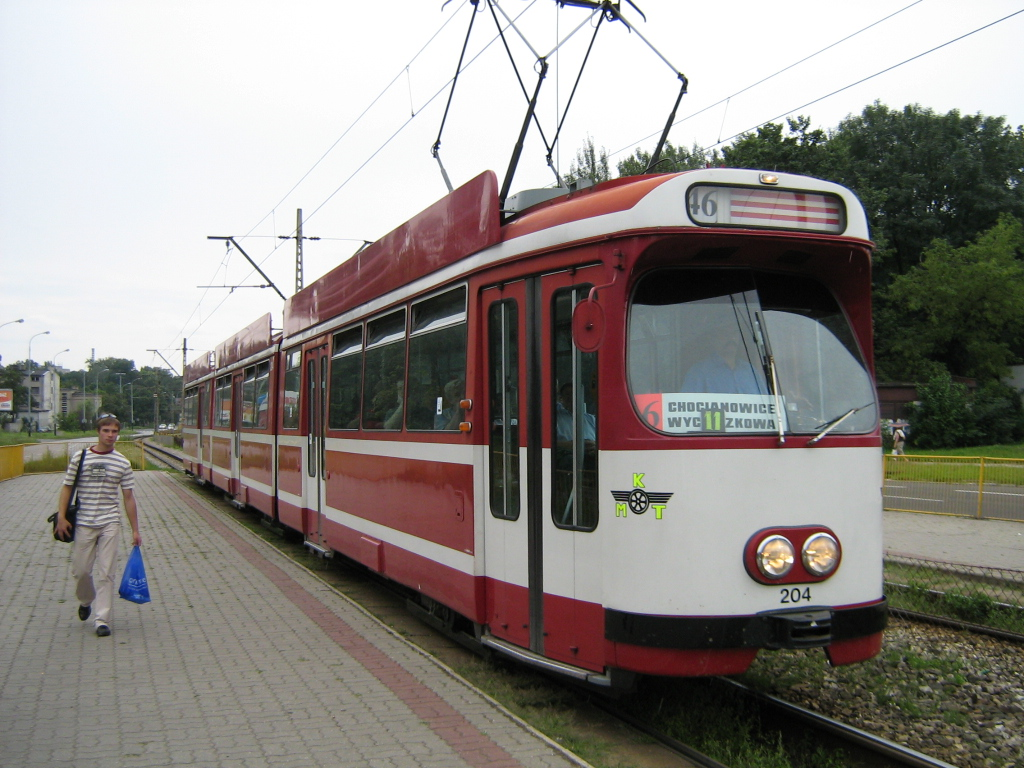
Ex-Frieburg Düwag achtasser op lijn 46.
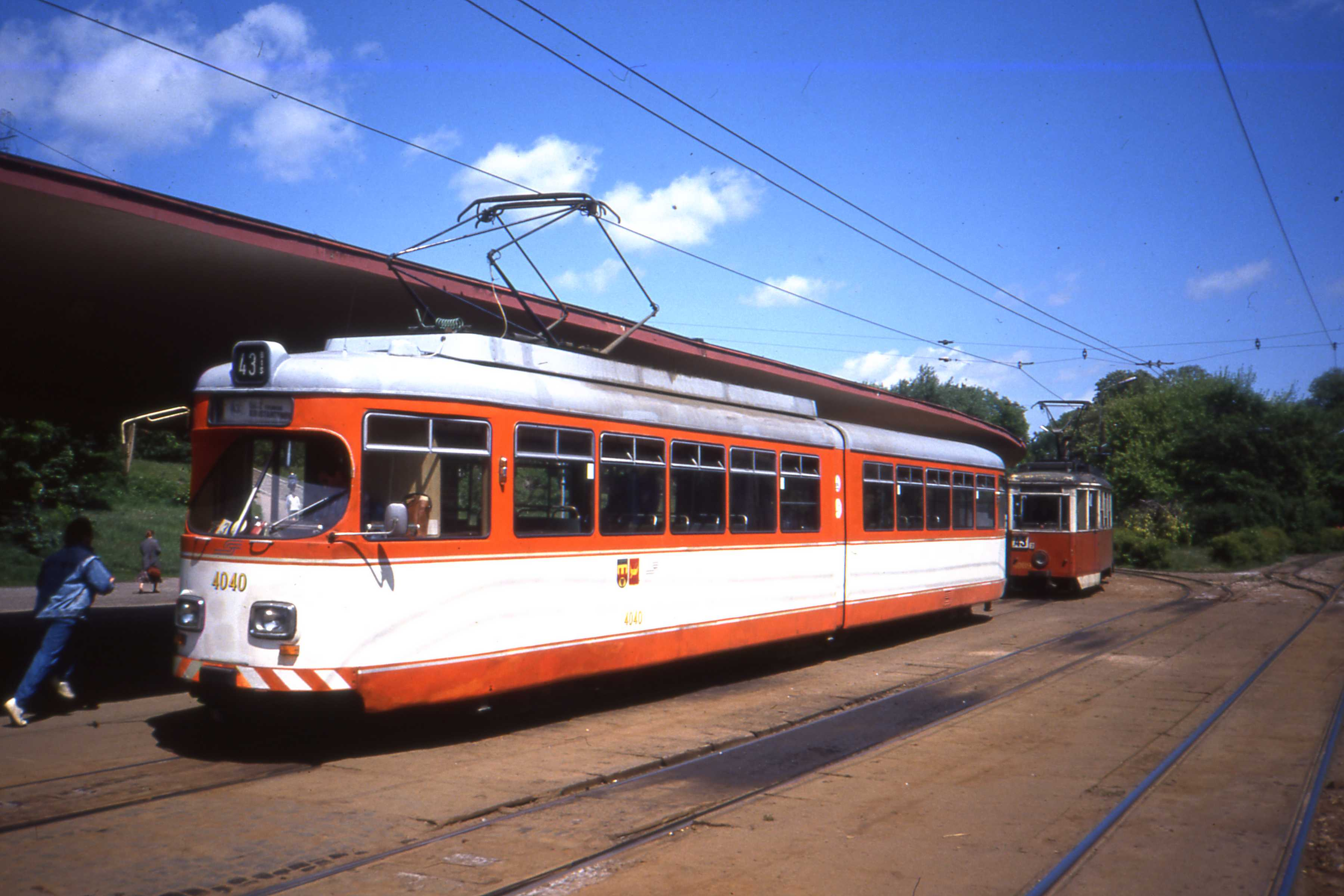
Ex-Bielefeld Düwag zesasser op lijn 43bis.
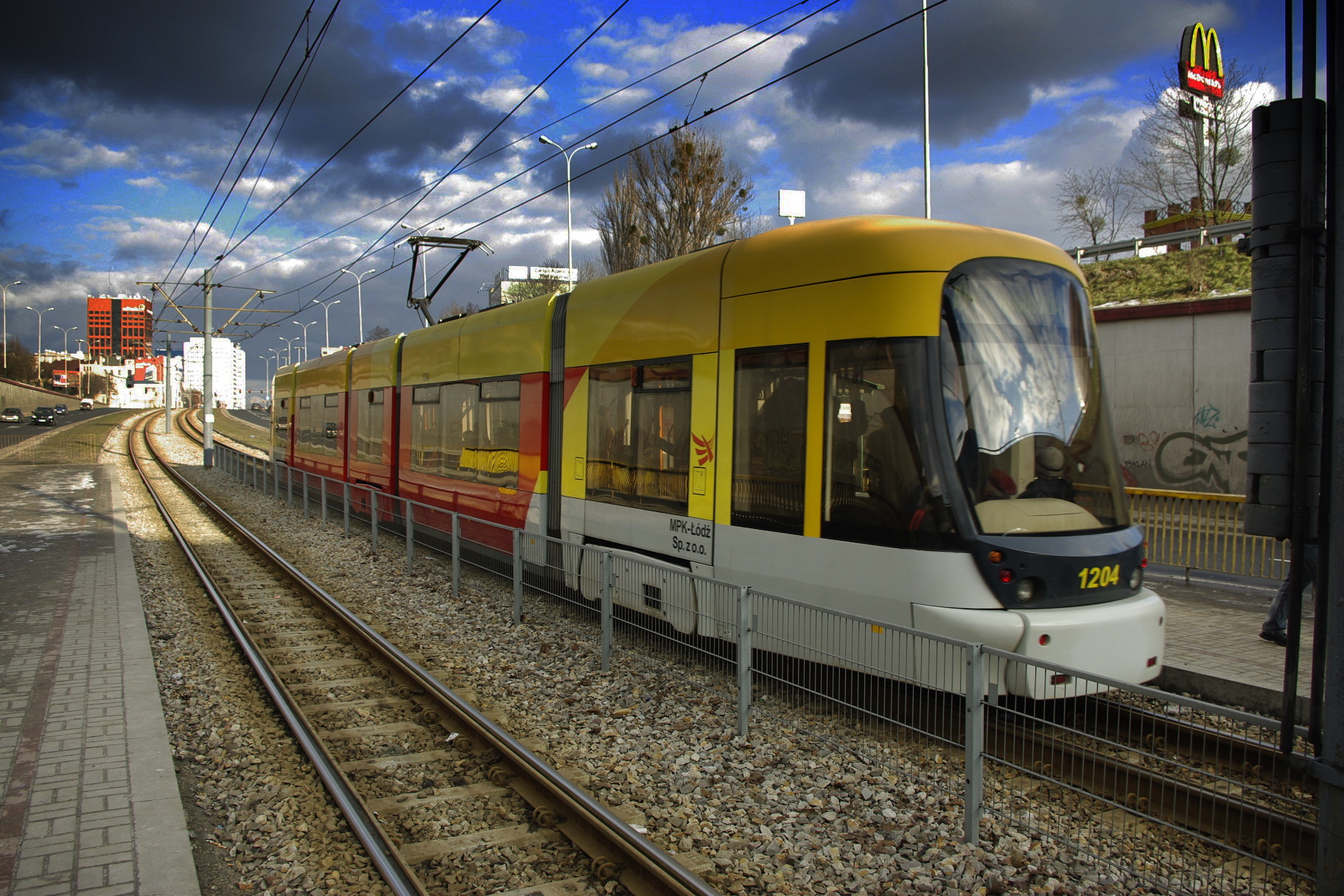
Bombardier Cityrunner in het centrum.